# Feszültség (film)
A Feszültség (eredeti cím: Life on the Line) 2015-ben bemutatott amerikai thriller-katasztrófafilm, melyet David Hackl rendezett. A főbb szerepekben John Travolta és Kate Bosworth látható. 
Az Amerikai Egyesült Államokban 2016. november 18-án mutatta be a Lionsgate Premiere.

## Cselekmény
A történet főszereplői nagyfeszültségű távvezetékeken dolgozó munkások, akik naponta kockáztatják az életüket.

## Szereplők
| Szerep       | Színész         | Magyar hang        |
| ------------ | --------------- | ------------------ |
| Beau         | John Travolta   | Csankó Zoltán      |
| Bailey       | Kate Bosworth   | Solecki Janka      |
| Duncan       | Devon Sawa      | Viczián Ottó       |
| Pok' Chop    | Gil Bellows     | Vida Péter         |
| Carline      | Julie Benz      | Spilák Klára       |
| Eugene       | Ryan Robbins    | Szatmári Attila    |
| Danny        | Ty Olsson       | Kálid Artúr        |
| Duncan anyja | Sharon Stone    | Menszátor Magdolna |
| Russell      | Reese Alexander | Vass Gábor         |
| Becky        | Emilie Ullerup  |                    |
| Hunter       | Stuart Stone    | Szrna Krisztián    |

## Bemutató
2015. november 5-én mutatták be a Napa Valley Filmfesztiválon. 2016. november 18-án került mozikba a Lionsgate Premiere forgalmazásában.